# Heike Schäfer
Heike Schäfer (Kirchen, 23 maart 1964) is een Duitse schlagerzangeres.

## Carrière
Heike Schäfer treedt sinds 1980 in het openbaar op. Vanaf 1982 studeerde ze drie jaar lang zang. In 1985 bereikte ze met het nummer Die Glocken von Rom een 2e plaats bij de Duitse voorronden van het Eurovisiesongfestival en noteerde in de Duitse singlehitlijst een 25e plaats voor 14 weken. Het nummer werd geschreven door Ralph Siegel en Bernd Meinunger. Voor haar inbreng in de schlagerbusiness werd ze onderscheiden met de Goldene Stimmgabel, de Antenne en de Silberne Note.

## Discografie

### Singles
- 1985: Die Glocken von Rom
- 1986: Abschied tut weh
- 1987: Blüten im Wind
- 1988: Die Macht der Liebe
- 1989: Schenk mir den Traum
- 1990: Maria Dolores
- 1991: Wenn Rosen weinen
- 1991: Ave Maria
- 1999: Wenn du bei mir bist
- 2000: Am Ende bleiben Tränen
- 2001: Der Sommer ist vorbei
- 2003: Ich brauch ein bisschen Zärtlichkeit
- 2004: Mein Herz ruft nach dir
- 2004: Wirst du mich immer lieben
- 2005: Ein neuer Morgen beginnt
- 2005: Liebe mich
- 2005: Ich bin dein Sommer
- 2006: Noch träumt sie in seinen Armen
- 2006: Irgendwann vielleicht
- 2007: Nichts erinnert mehr an dich
- 2007: Ich lebe noch
- 2008: Wie gern wär ich im Himmel geblieben
- 2008: Teil diesen Sommer mit mir
- 2008: Hasta Manana
- 2009: Leben
- 2009: Der Sommer ohne dich
- 2009: Wenn man den Wind nicht halten kann
- 2010: Im Herzen sind Träumer allein
- 2010: Ihn vergess ich nie
- 2010: Schöne Bambola
- 2011: Schuld daran war der Sommer

- Gemeinsame Normdatei: 134508572
- International Standard Name Identifier: 0000 0000 5549 3114
- Library of Congress Control Number: no98005360
- MusicBrainz: 391078fd-e47e-4721-a516-970d8dd5e886
- Virtual International Authority File: 78389297
- WorldCat: E39PBJmHFFRJMxtMTDyBQm4pfq